# Százdi Sztakó Zsolt
Százdi Sztakó Zsolt (Ipolyság, 1967. április 4. –) szlovákiai magyar író, a „székirodalom” egyik zászlóvivője.

## Élete
1967. április 4-én született az ipolysági (Šahy) kórházban. 7 éves korában lebénult, ezért iskolai tanulmányai félbeszakadtak, ezután autodidakta módon képezte magát. Alkotói névként a Százdi előnevet használja, mivelhogy a lévai járásbeli Százdon (Sazdice) él.
1986-ban megosztott különdíjat nyert a Csehszlovák Rádió Magyar Adásának a pályázatán Hazatérés című rádiójátékával. Ezután még egy rádiójátékát közvetítette a Csehszlovák Rádió magyar adása (Lebegés, 1991). Azóta fő publikálási felülete az internet (Barátok Verslista, Fullextra, Amatőr Művészek Fóruma stb.), de irodalmi folyóiratokban is publikál, főleg az Irodalmi Szemlében és a Szőrös Kőben, valamint a Remény című katolikus hetilapban.

## Művei

### Önálló kötetek
- 1552 (regény), 2006, Lilium Aurum, ISBN 8080623236  Archiválva 2007. május 6-i dátummal a Wayback Machine-ben
- Elbeszélések könyve (ünnepi könyvheti kiadvány), 2008
- A freskó legendája (szlovák fordítás: Zagyi Balázs, Jončev Zsolt) 2012, AB-ART, ISBN 978-80-8087-123-9
- A próféta avagy történet jelenidőben; AB-art, Bratislava [Pozsony], 2013
- Életem történetei. Első ötven évemből; Madách Egyesület, Pozsony, 2024

### Antológiák
- Álmodók földje (Barátok Verslista), 2004
- VersüzeNET (Barátok Verslista), 2005
- Honvágy (Lilium Aurum), 2005
- Szlovákiai magyar széppróza 2006 (Lilium Aurum)